# UFC 109
UFC 109: Relentless（ユーエフシー・ワンオーナイン：リレントレス）は、アメリカ合衆国の総合格闘技団体「UFC」の大会の一つ。2010年2月6日、ネバダ州ラスベガスのマンダレイ・ベイ・イベント・センターで開催された。
大会メインイベントではマーク・コールマンとランディ・クートゥアによるライトヘビー級戦が行われた。

## 大会概要
UFCの殿堂入りを果たした選手（ホール・オブ・フェイマー）同士の対決となったメインイベントでは、クートゥアがコールマンをチョークスリーパーで降した。なお、今回の試合時点でのコールマンの年齢は45歳、クートゥアの年齢は46歳であった。
セミファイナルで行われたネイサン・マーコートとチェール・ソネンによるミドル級戦では、ソネンがマーコートを3-0の判定で破り、ミドル級タイトルへの挑戦権に向けて大きく前進した。

### カード変更
アントニオ・ホジェリオ・ノゲイラ対ブランドン・ヴェラのライトヘビー級戦が予定されていたが、ホジェリオの負傷により中止され、ヴェラは後発のイベントUFC on Versus 2でジョン・ジョーンズと対戦することとなった。

### その他
当初、ダナ・ホワイトは大会メインイベントとしてアンデウソン・シウバ対ビクトー・ベウフォートのミドル級タイトルマッチを行うと発言していたが、シウバの肘の手術からの復帰が遅れたため、同カードは後発のUFC 112で行われることとなった。
本大会はPPVイベントであるが、第5試合・第6試合はSpikeによって無料放送され、日本では一部の試合を除くイベント全体について、WOWOWによって生中継によるテレビ放送が実施された。

## 試合結果

### プレリミナリィカード
第1試合 ヘビー級 5分3R
○  ジョーイ・ベルトラン vs.  ホーレス・グレイシー ×
2R 1:31 TKO（レフェリーストップ：パウンド）
第2試合 ヘビー級 5分3R
○  クリス・タッチシェラー vs.  ティム・ヘイグ ×
3R終了 判定2-0（29-28、29-28、28-28）

### Spike中継カード
第3試合 ライトヘビー級 5分3R
○  フィル・デイヴィス vs.  ブライアン・スタン ×
3R終了 判定3-0（30-26、30-26、30-27）
第4試合 ライト級 5分3R
○  ロバート・エマーソン vs.  フィリップ・ノヴァー ×
3R終了 判定3-0（29-28、29-28、29-28）
第5試合 ライト級 5分3R
○  メルヴィン・ギラード vs.  ホニス・トーヘス ×
3R終了 判定3-0（29-28、29-28、29-28）
第6試合 ライト級 5分3R
○  マック・ダンジグ vs.  ジャスティン・バックホルツ ×
3R終了 判定3-0（29-28、29-28、29-28）

### メインカード
第7試合 ウェルター級 5分3R
○  マット・セラ vs.  フランク・トリッグ ×
1R 2:23 TKO（レフェリーストップ：右フック→パウンド）
第8試合 ミドル級 5分3R
○  デミアン・マイア vs.  ダン・ミラー ×
3R終了 判定3-0（30-27、29-28、29-28）
第9試合 ウェルター級 5分3R
○  パウロ・チアゴ vs.  マイク・スウィック ×
2R 1:54 TKO（レフェリーストップ：ダースチョーク）
第10試合 ミドル級 5分3R
○  チェール・ソネン vs.  ネイサン・マーコート ×
3R終了 判定3-0（30-27、30-27、30-27）
第11試合 ライトヘビー級 5分3R
○  ランディ・クートゥア vs.  マーク・コールマン ×
2R 1:09 チョークスリーパー

### 各賞
ファイト・オブ・ザ・ナイト：チェール・ソネン vs. ネイサン・マーコート
ノックアウト・オブ・ザ・ナイト：マット・セラ
サブミッション・オブ・ザ・ナイト：パウロ・チアゴ
各選手にはボーナスとして60,000ドルが支給された。